# Säräisniemi
Säräisniemi  är en ort i Vaala kommun i Norra Österbotten. Fram till 1954 var byn kommuncentrum i Säräisniemi kommun.
Säräisniemi har möjligen fått sitt namn, "bräckligt näs", efter en låglänt sandig halvö som skjuter ut i Ule träsk. År 1555 fanns vid Ule träsk 127 skattepliktiga bönder under svenska kronan och Säräisniemi finns angivet som by från en karta från 1565. Den äldsta kända invånaren är fogden Antti
Eriksson Cajanus, som dog i Säräisniemi 1653. Denne drev byns första skola för sina fem barn från 1634 till sin död 1657. En folkskola inrättades först under slutet av 1800-talet, i en nyuppförd skolbyggnad 1885.
År 1661 inrättades ett postkontor i byn. Ett kapell uppfördes i Säräisniemi, som blev klart 1743. Senare byggdes en  kyrka, som invigdes 1781, kompletterat med ett klocktorn 1792.

## Bildgalleri

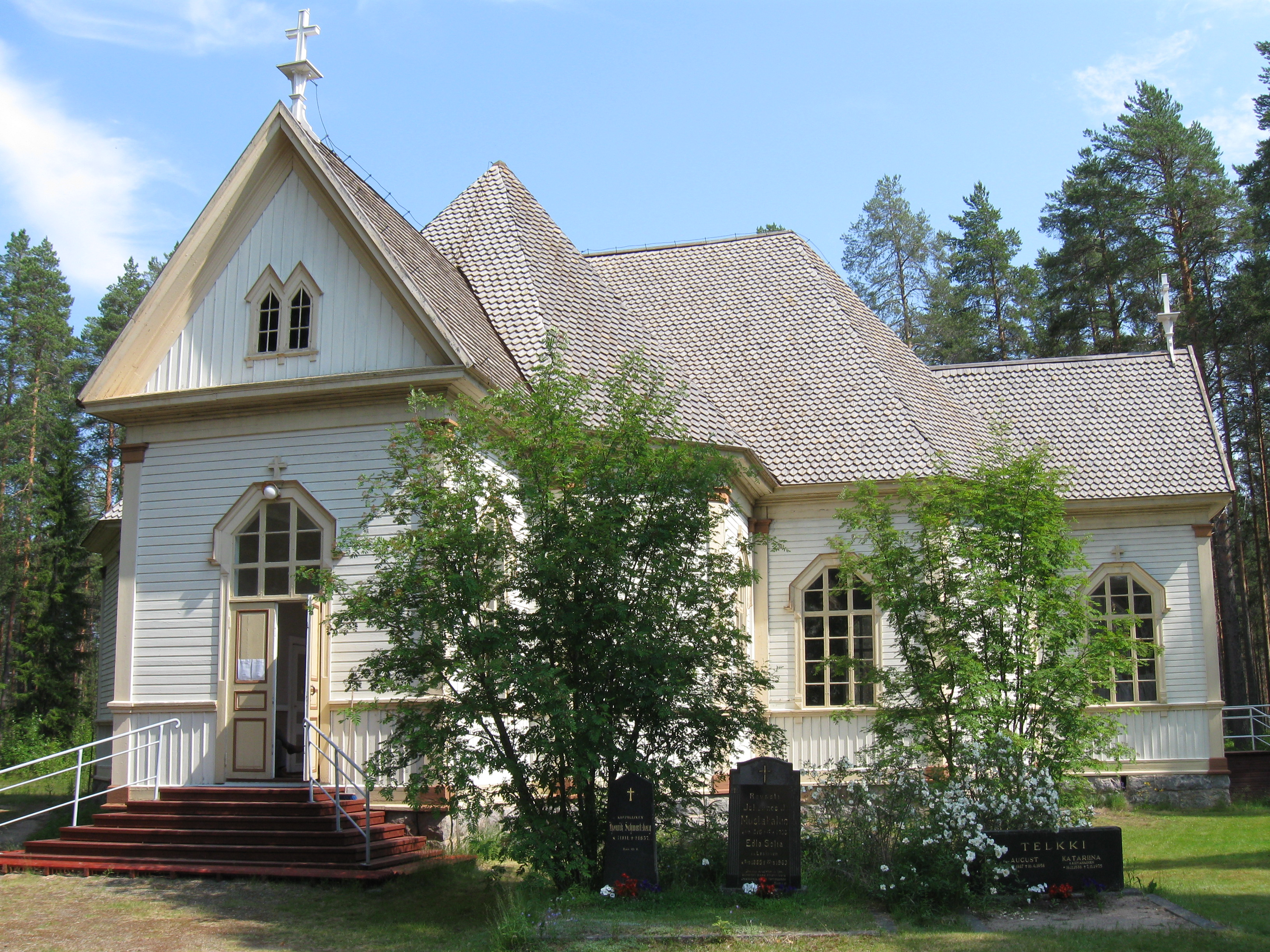
Säräisniemi kyrka
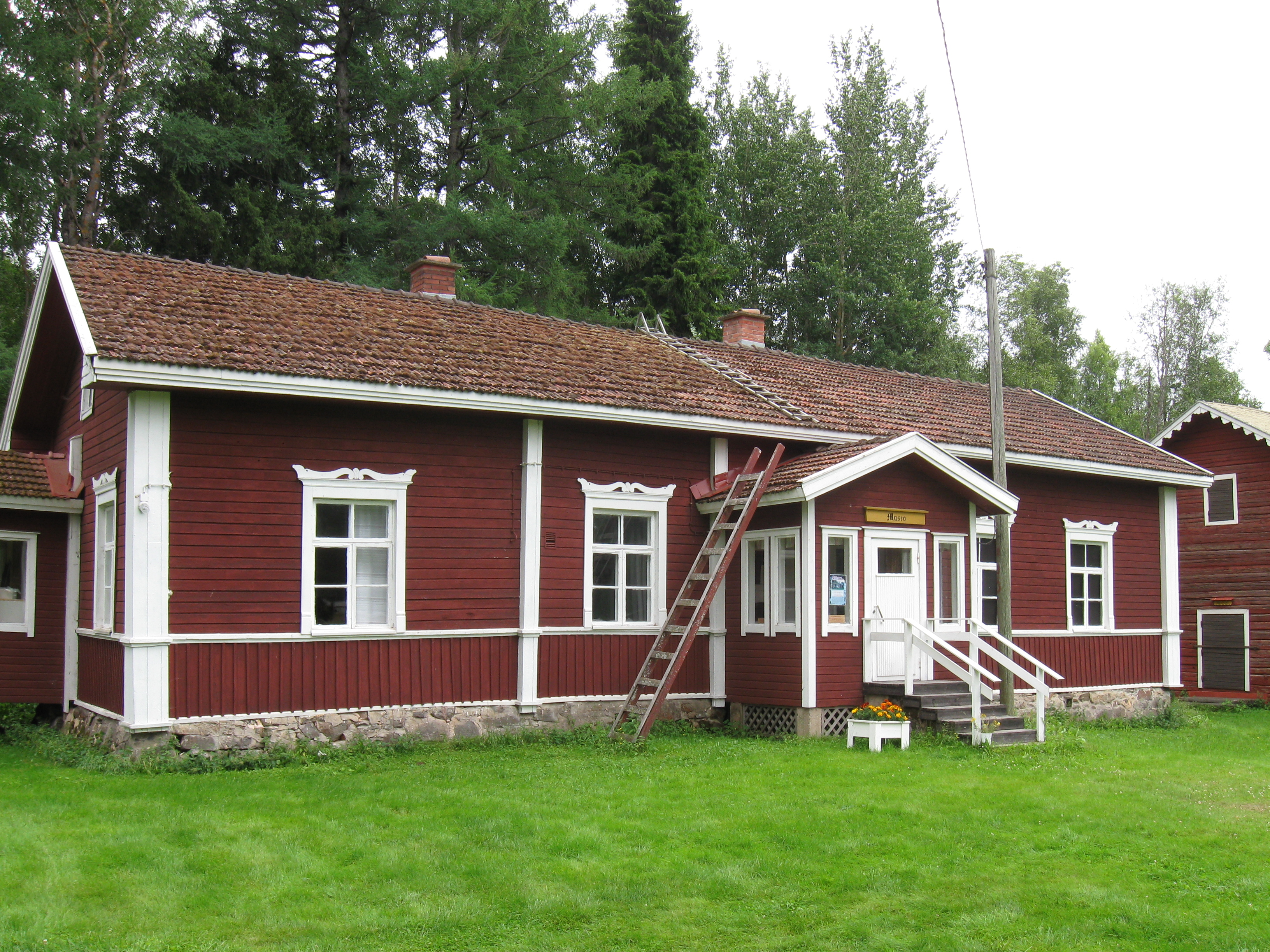
Säräisniemi museum
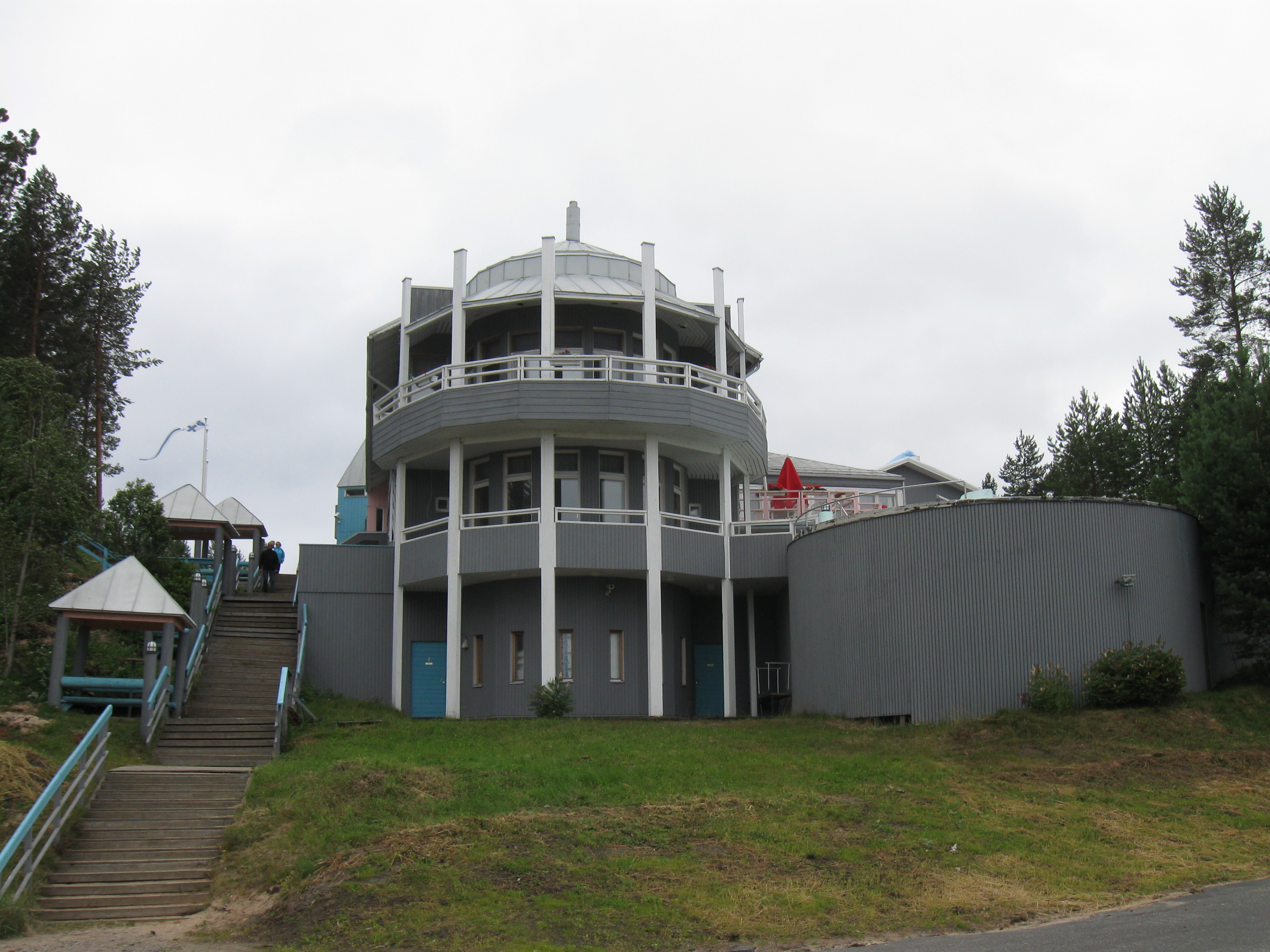
Restaurant Ruununhelmi vid Ule träsk